# 和平南路
和平南路，是山西省太原市的一条主要道路。
和平南路北起迎泽西大街，南至旧晋祠路，沿线及周边有三益计算机公司、太原锅炉集团有限公司、太原化工集团公司、太原市第十六中学等。公交路线有5路、38路、39路、402路、403路、403路区间、606路、606路支线、618路、618路支线、619路、814路、832路、839路、858路、868路。